# Máscara ibérica
A Máscara ibérica é a máscara típica de Portugal e Espanha e segundo Hélder Ferreira "muitas estão ligadas a cultos celtas, ao solstício de inverno… e mesmo as do Entrudo estão ligadas a cultos deste tipo como também pode ser o da fertilidade".
A "Máscara Ibérica" é o nome do projecto, do livro e da exposição que envolve a divulgação das máscaras regionais dos dois países.
As máscaras Ibéricas preparam a sua candidatura como Património Imaterial da Humanidade.
Os mascarados têm diversos nomes consoante a região de onde são:

## Portugal
- Careto de Aveleda
- Careto de Lazarim
- Máscaro de Ousilhão
- Careto de Podence
- Cardador de Vale de Ílhavo
- Caretos da Lagoa - Mira
- Carocho de Constantim
- Chocalheiro de Bemposta
- Chocalheiro de Bruçó (extinto)
- Chocalheiro de Val de Porco
- Gualdrapa
- Velho
- Diabo de Amarante
- Sécia
- Farandulo de Tó, Mogadouro
- Marafona
- Filandorra
- Zangarrão
- São João de Sobrado- Bugios e Mourisqueiros

- Cachera

## Espanha
- Boteiros
- Pantallas
- Peliqueiro
- Cigarróns
- Vergalleiros
- Felos

## Galeria de imagens

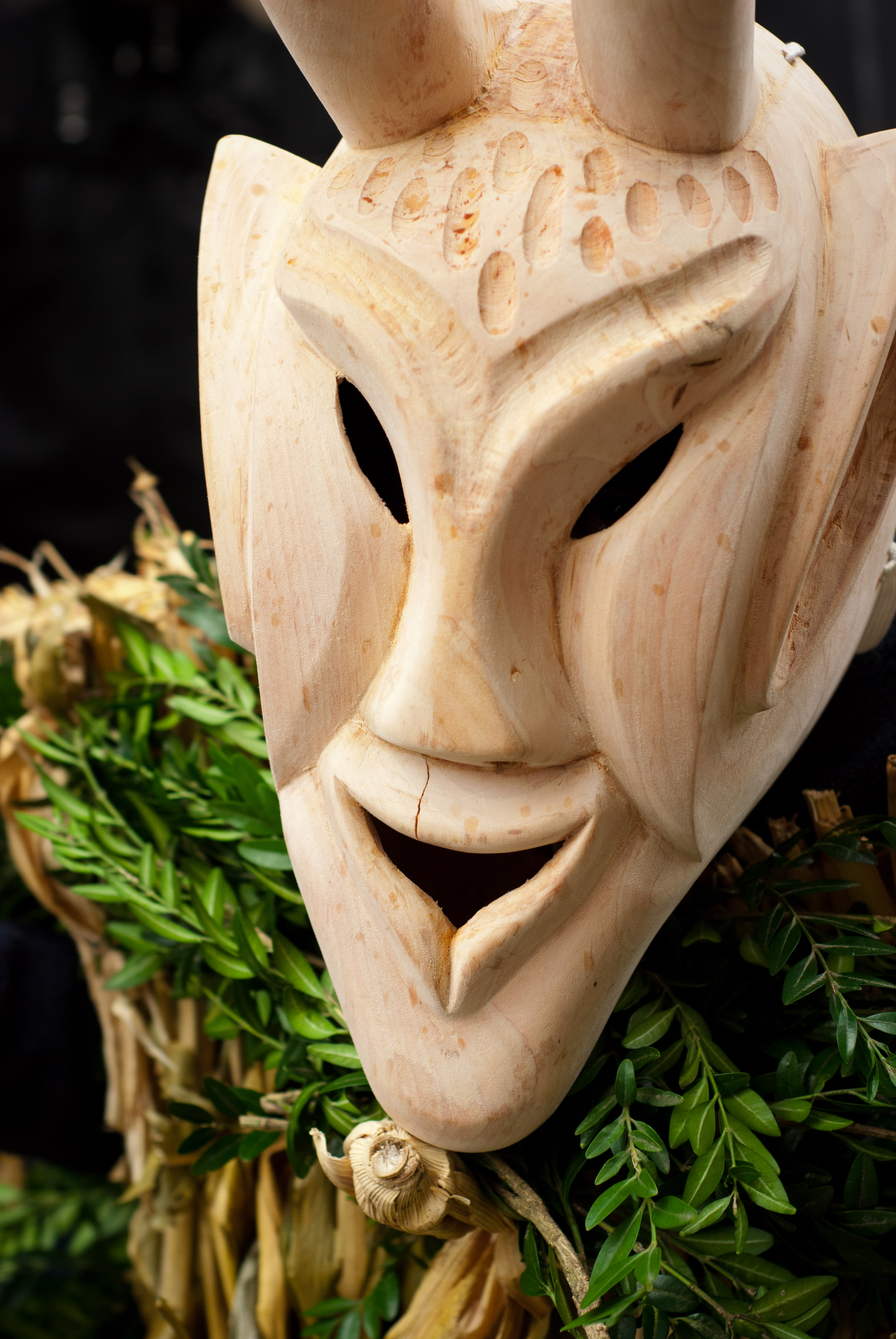
Careto de Lazarim
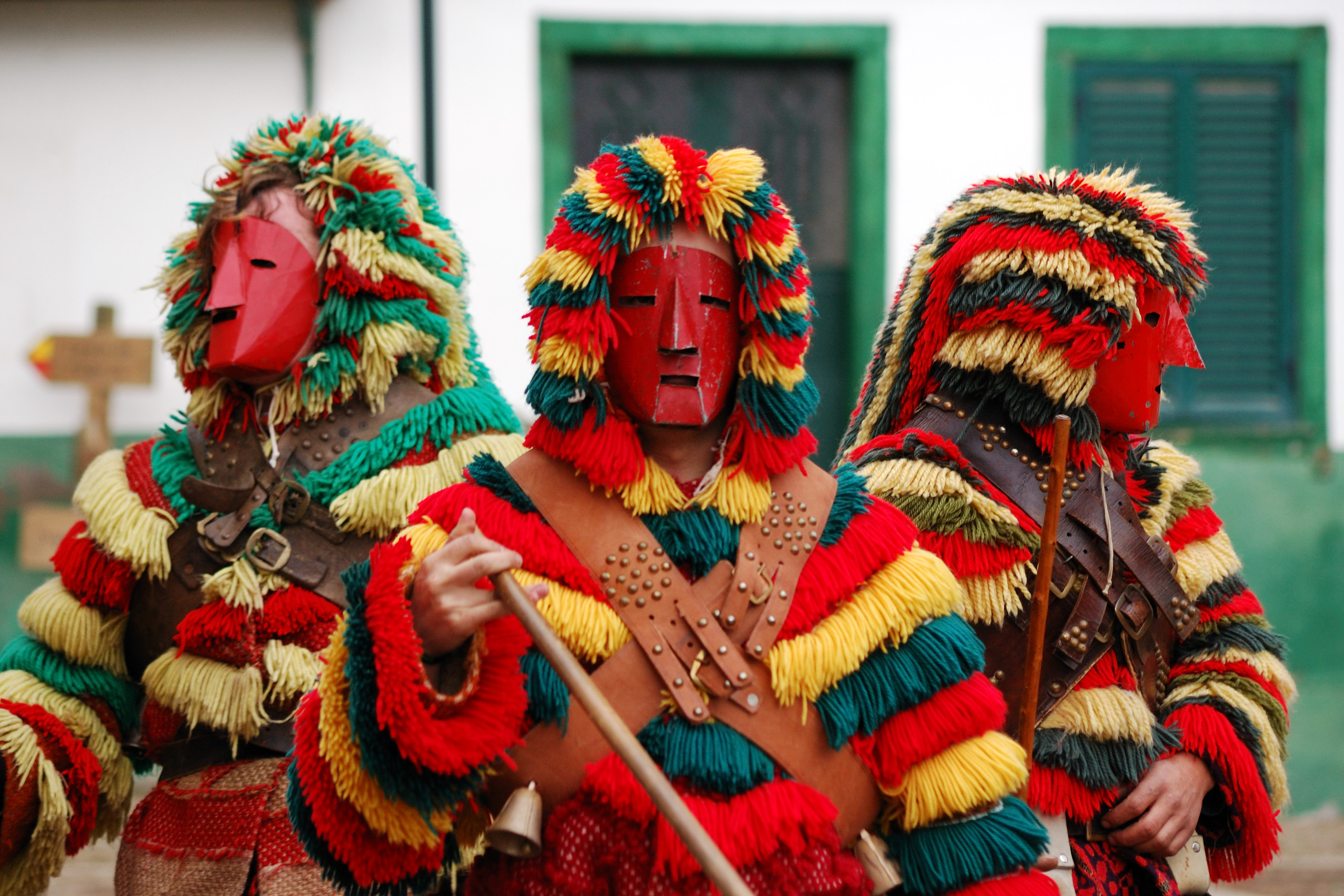
Um grupo de caretos no Carnaval de Podence
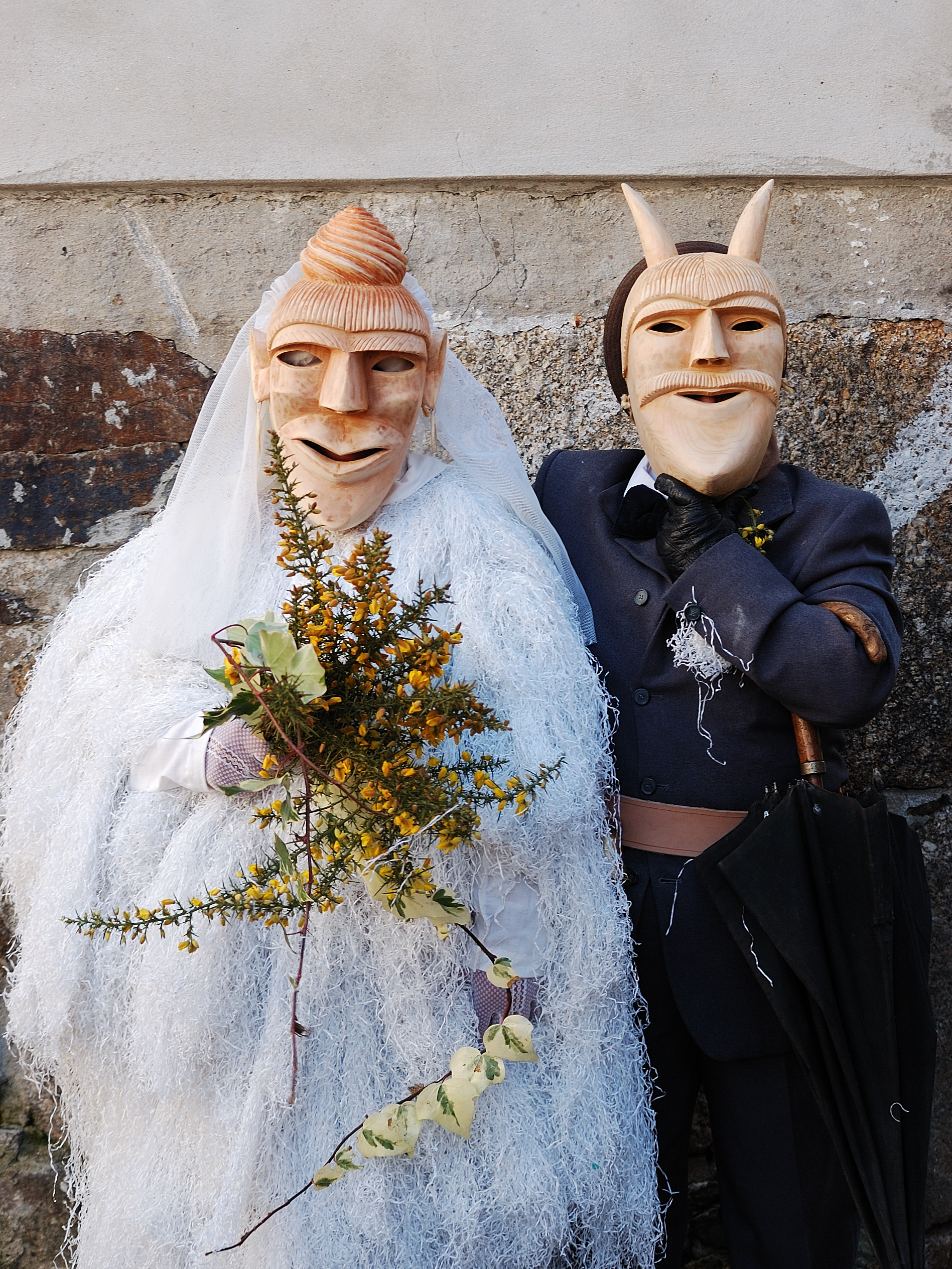
Um casal de noivos
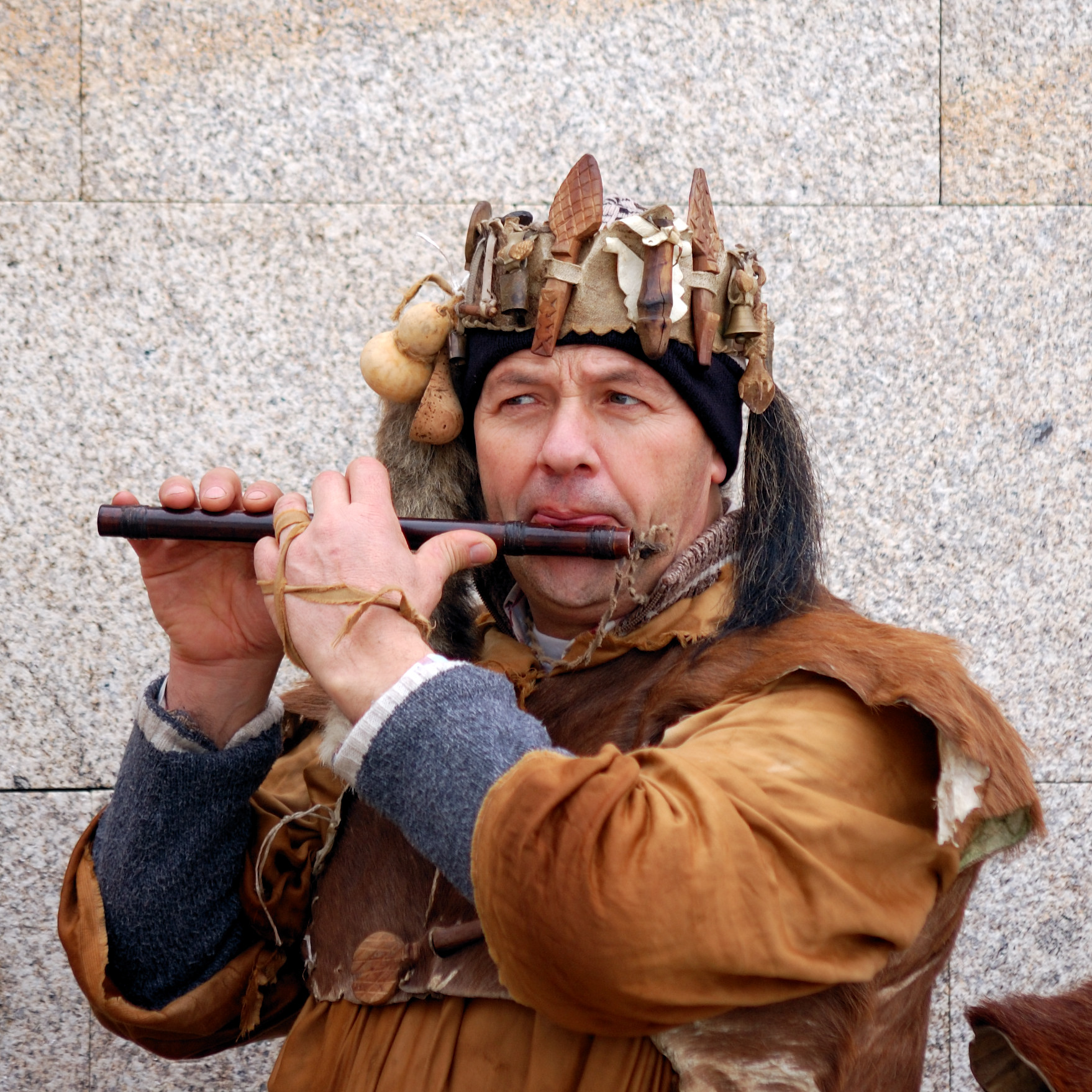
Tocador de pífaro
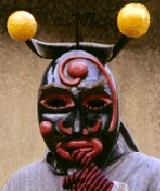
Chocalheiro da Bemposta
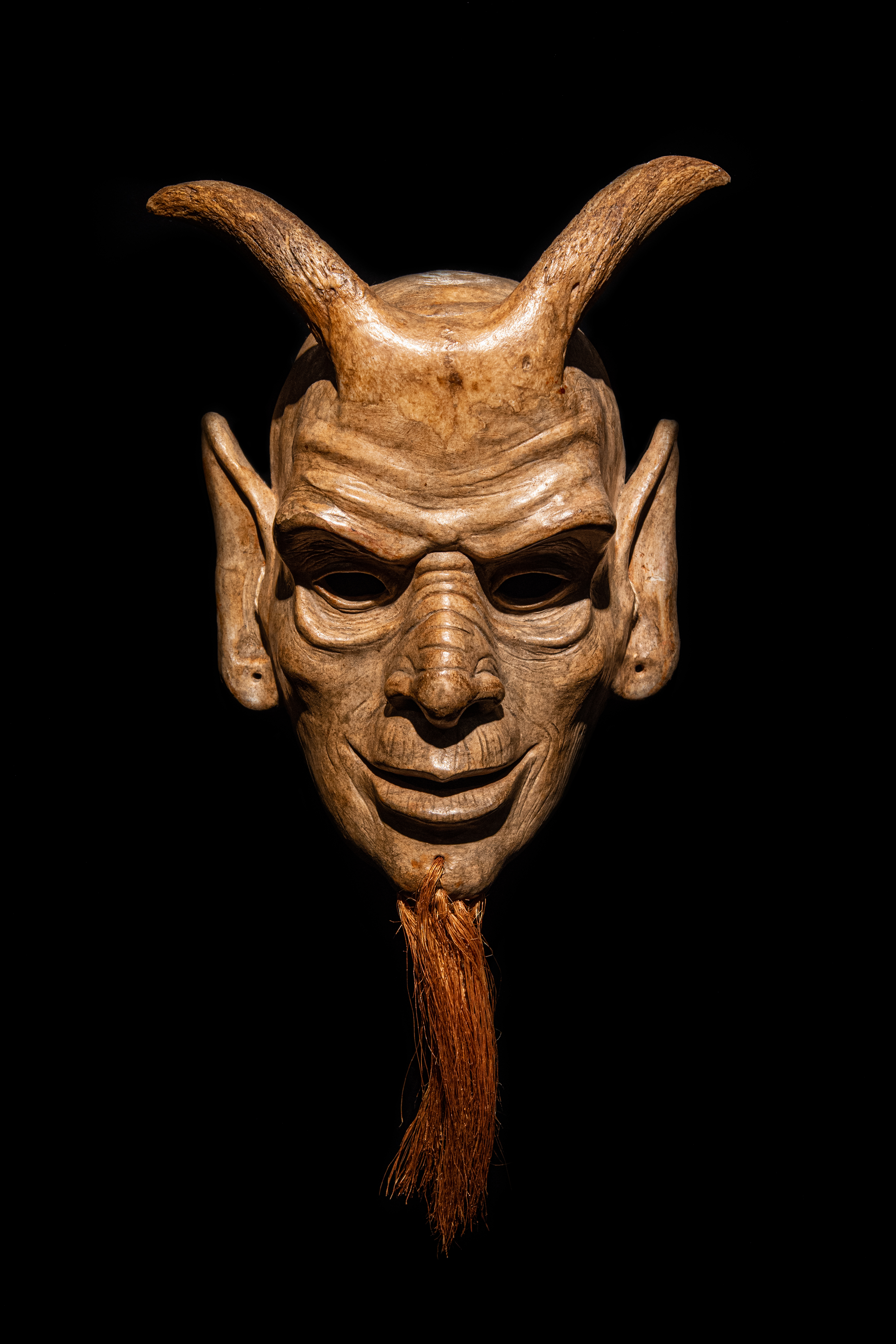
Máscara de diabo usada em Trás-os-Montes.